# Горизонт-202
«Горизо́нт-202» — модификация панорамного фотоаппарата «Горизонт», выпускавшегося с 1967 по 1973 год.
На Красногорском механическом заводе производство модифицированных панорамных фотоаппаратов начато в 1989 году.
Выпуск начат на волне «Перестройки» с целью улучшить финансовые показатели КМЗ.
Первоначально аппарат не предназначался для продажи на внутреннем рынке. Советский рубль в те годы не был конвертируемым, существовала значительная разница между ценами внутреннего рынка СССР и стоимостью этих же товаров за рубежом в долларах. «Предприимчивые граждане» могли скупить всю продаваемую в СССР продукцию и самостоятельно вывозить её за рубеж, получая из этого прибыль.
Для производства, а главное, для экспорта, было основано совместное предприятие.
На внутреннем российском рынке фотоаппарат «Горизонт-202» появился только в 1990-е годы.

## Технические характеристики
- Корпус пластмассовый, с откидывающейся задней стенкой.
  - Курковый взвод затвора сблокирован с перемоткой плёнки.
  - Счётчик кадров автоматический самосбрасывающийся.
  - Головка обратной перемотки плёнки типа рулетка.
- Применяемый фотоматериал — фотоплёнка типа 135 в стандартных кассетах.
- Размер кадра 24×58 мм. Число кадров на стандартной (1,65 м) фотоплёнке — 21. Снимки можно печатать на среднеформатном фотоувеличителе с размером кадра 6×9 см.
- Объектив — светосильный четырёхлинзовый анастигмат «MC» 2,8/28. Объектив установлен внутри барабана, поворачивающегося при съёмке на угол 120°. Вертикальный угол охвата объектива 45°.
- Фотоаппарат комплектуется светофильтрами УФ-1, Н-2 и ЖЗ-2 в специальной оправе.
- Диафрагмирование объектива от f/2,8 до f/16.
- Объектив сфокусирован на «бесконечность». Значения глубины резко изображаемого пространства определяются по таблице.

| Значение диафрагмы | Пределы глубины резкости, м. |
| 2,8                | от 5,5 до ∞                  |
| 4                  | от 3,9 до ∞                  |
| 5,6                | от 2,9 до ∞                  |
| 8                  | от 2 до ∞                    |
| 11                 | от 1,5 до ∞                  |
| 16                 | от 1 до ∞                    |

- По сравнению с «Горизонтом» аппарат «Горизонт-202» оснащён модифицированным фотографическим затвором с переключателем диапазонов выдержек.
- Выдержки затвора — 1/2, 1/4, 1/8, 1/60, 1/125, 1/250 сек.
- Видоискатель оптический с увеличением 0,4×, угловое поле зрения — 110×44°. Видоискатель несъёмный.
- На корпусе видоискателя установлен уровень для строго горизонтальной установки камеры.
- Резьба штативного гнезда 1/4 дюйма.
- Аппарат комплектуется рукояткой для съёмки без штатива.

## Модификации
- «Горизонт-203» («Горизонт-S3») — малоформатный панорамный фотоаппарат. Выдержки 1, 1/2, 1/4, 1/8, 1/30, 1/60, 1/125 и 1/250 секунды.
- «Горизонт-205» (с 2000 года) — среднеформатный панорамный фотоаппарат. Плёнка типа 120, размер кадра 50×110 мм. Количество кадров — 6. Выдержки 1, 1/2, 1/4, 1/8, 1/30 и 1/60 секунды. Штатный объектив — «MC» 3,5/50. Поле зрения объектива 120°×70°.
- «Горизонт-компакт» — упрощённая модификация «Горизонта-202», выпускался для Ломографического сообщества. Выдержки 1/4 и 1/60 секунды. Объектив с единственным значением диафрагмы — f/8.